# Laelius anthrenivorus
Laelius anthrenivorus is een vliesvleugelig insect uit de familie van de platkopwespen (Bethylidae). De wetenschappelijke naam van de soort is voor het eerst geldig gepubliceerd in 1909 door Trani.